# Hermetia illucens
Espèce
Hermetia illucens, la mouche soldat noire, est une espèce d'insectes diptères, une mouche de la famille des Stratiomyidae, de la sous-famille des Hermetiinae et du genre Hermetia. 
Elle est originaire du continent américain et s’est acclimatée sur tous les continents.
Les femelles pondent dans des crevasses ou des surfaces au-dessus des ou adjacentes aux substrats très variés d'origine végétale ou animale en voie de décomposition. Les larves se développent en consommant ces déchets ce qui en fait un hôte des composts et explique son utilisation pour la bioconversion.
Bien qu'espèce exogène, elle n'est pas considérée comme invasive dans l'Union européenne,. À noter que l'adulte est inoffensif pour l'homme et que la larve est intéressante pour la gestion et la valorisation des déchets.

## Description

### L'adulte
Hermetia illucens mesure 15  à   20 mm de long, de couleur noire (tête, thorax et abdomen ce dernier parfois avec une extrémité rouge). Le deuxième tergite présente deux taches transparentes. Les ailes sont sombres. Les antennes sont deux fois plus longues que la tête. Les pattes sont noires avec les tarses blanchâtres à jaunâtre pâle et les tibias postérieurs ont la moitié basale jaune pâle.
Très proche par la taille, la couleur et l'apparence, la mouche adulte imite une guêpe américaine du genre Trypoxylon (en) (antennes allongées, tarses postérieurs pâles, les deux petites "fenêtres" transparentes sur l'abdomen mimant la "taille de guêpe").

### Les œufs
Chaque œuf est de forme ovale d'environ 1 mm de longueur, et d'un jaune pâle ou blanc crème. Les œufs éclosent en environ quatre jours.

### La larve

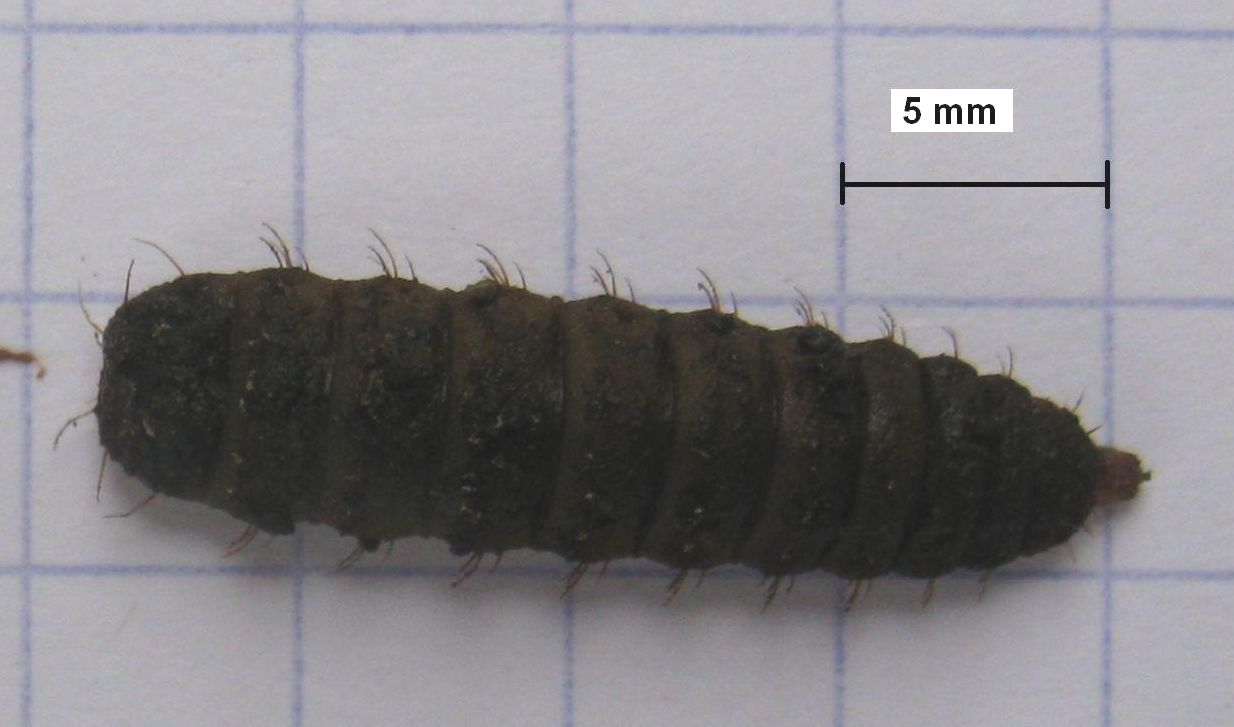
Hermetia illucens (Larve sixième stade)

Les larves (ou "asticots") nouvellement écloses mesurent 1,8 mm. À la fin de leur croissance elles sont larges et ovales et peuvent atteindre 27 mm de long et 6 mm de large. Elles ont une tête étroite avec des yeux et des antennes bien visibles. Le corps d'aspect terne et blanchâtre est constitué de 11 segments garnis de poils courts et de soies en rangées presque transversales. Les larves passent par six stades, lors du dernier elles se colorent en brun rougeâtre.

### La nymphe
La pupe, nom donné à la nymphe,se développe à l'intérieur du dernier stade larvaire dont la peau s'est assombrie.

## Écologie et comportement
- Habitat

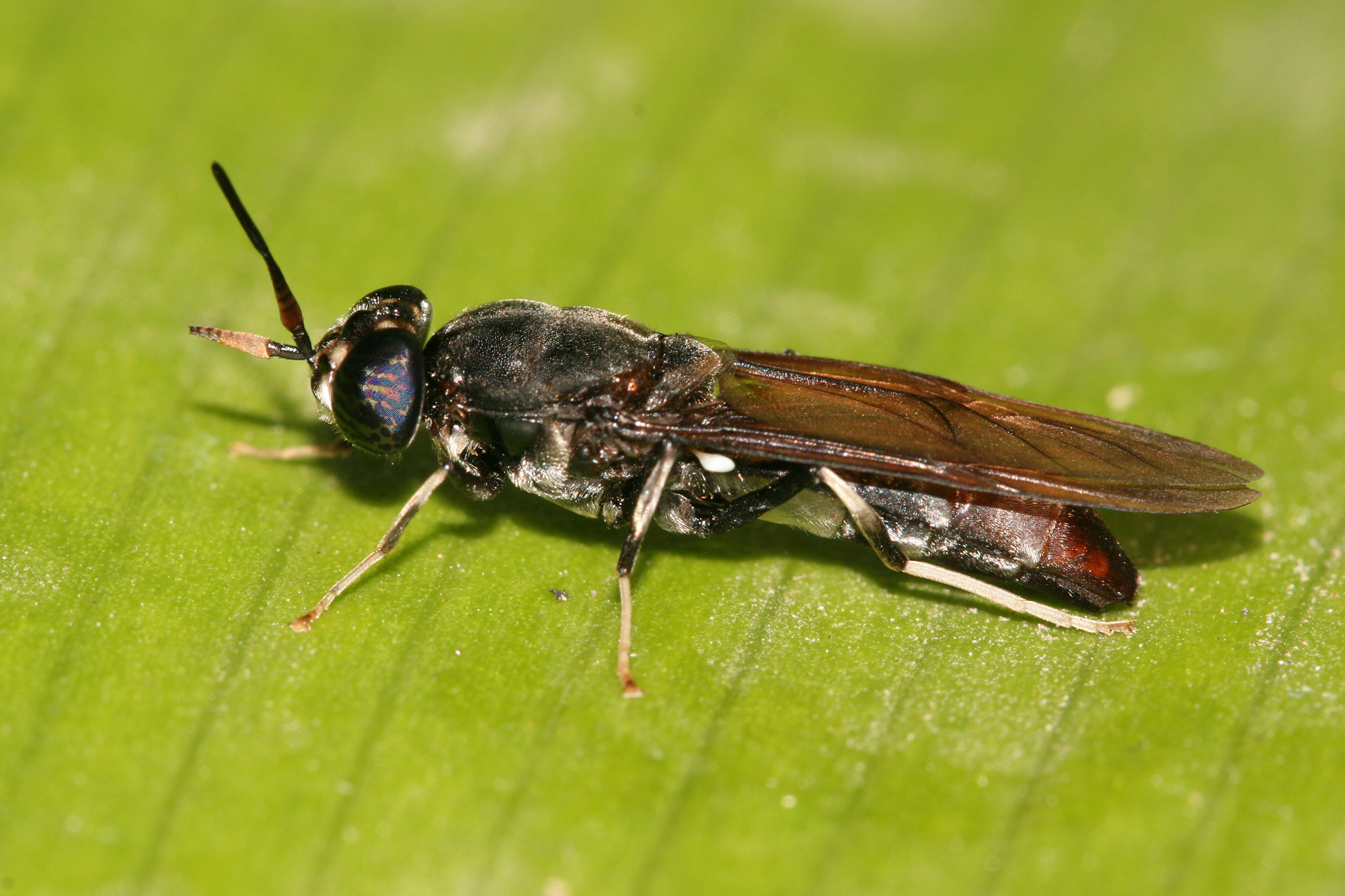
Hermetia illucens

Les adultes vivent près de matières organiques en décomposition, le fumier, les déchets de cuisine, les aliments avariés, et même les cadavres. L'espèce est abondante dans les régions d'élevage.

Dans sa zone d'origine on la remarque surtout à la fin du printemps et au début de l'automne. On peut compter trois générations par saison. La durée du cycle est affectée par la température. Les femelles déposent leurs œufs par paquets d'environ 500 œufs dans des fissures et des crevasses proches de la nourriture des larves, c'est-à-dire des matières organiques humides. 
Dans les zones urbanisées où les habitats naturels n'existent plus, elles pondent dans les poubelles ou les composts, qui assurent les besoins nutritionnels.
- La larve

Les larves de Hermetia illucens sont de grosses consommatrices de matières organiques en décomposition. Elles possèdent de nombreuses enzymes très puissantes dans les glandes salivaires et le système intestinal. Ce sont les plus efficaces de toutes les espèces de mouches pour la digestion de matières organiques.
Les larves passent par six stades et nécessitent entre 14 et 22 jours pour achever leur développement (variable en fonction des conditions extérieures).
Au stade de prénymphes elles sont à leur taille maximale avec de grandes réserves de graisses qui seront utilisées pour la métamorphose. Elles entreprennent une migration recherchant un endroit sec et protégé pour se transformer en nymphe puis en adulte. Durant cette recherche elles ne se nourrissent plus et leur tube digestif est vide. Elles utilisent leurs pièces buccales pour s'aider à grimper.
Le stade de nymphe dure environ 2 semaines.
Les larves ont un comportement photophobe : elles fuient la lumière. Elles s'enfoncent dans le substrat et n'apparaissent en surface que durant l'obscurité.
Parmi les prédateurs des larves on trouve des guêpes de la famille des Sphecidae, des coléoptères de la famille des Histeridae et de nombreuses espèces d'oiseaux.
- Les adultes

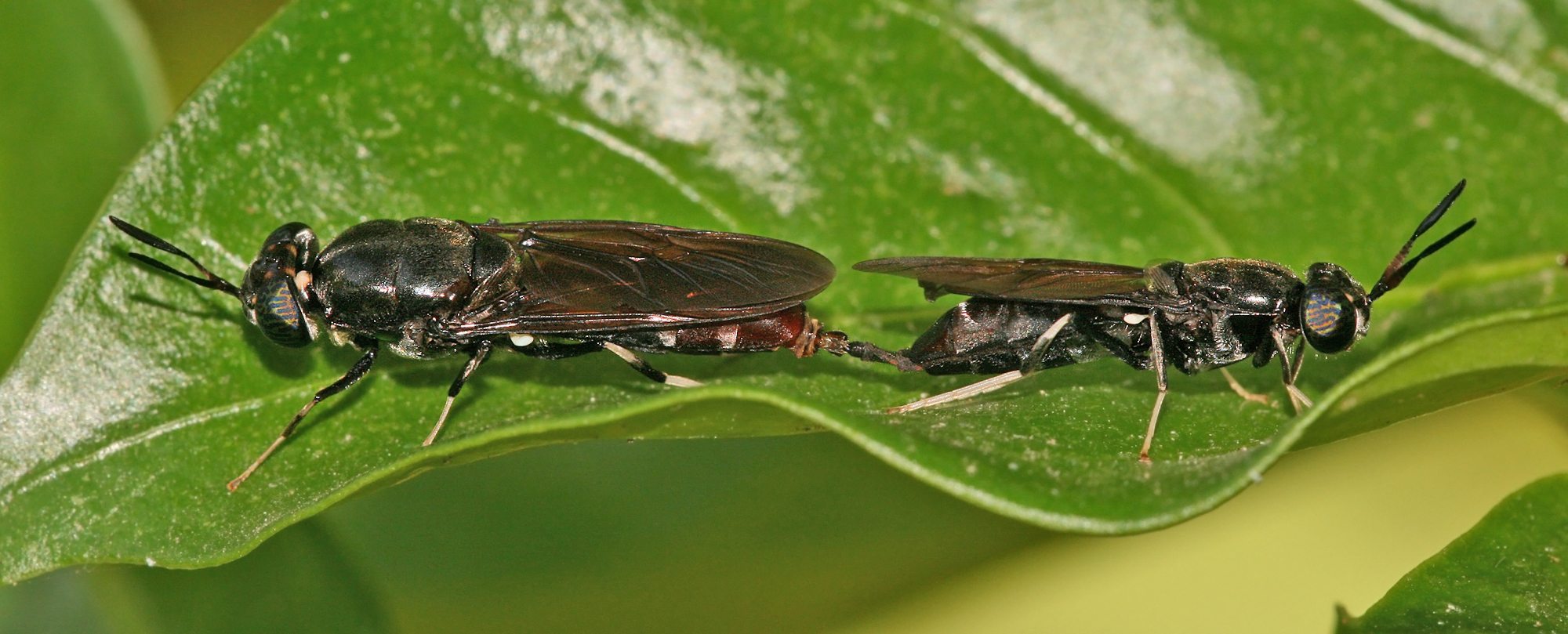
Hermetia illucens (accouplement)

Les adultes fréquentent les fleurs de la famille des marguerites (Asteraceae) et des carottes (Apiaceae).
Dans les études menées en élevage, les adultes ont besoin d'eau mais ne se nourrissent pas car ils utilisent les réserves de graisse stockées lors du stade larvaire.
- L'accouplement

Deux jours après l'éclosion l'accouplement peut avoir lieu. Les mâles entrent en compétition et utilisent des "sites de lek" (aires de parade). Le mâle intercepte une femelle dans les airs et l'accouplement se poursuit au sol.

## Répartition géographique
Originaire d'Amérique du Nord (sud-est des États-Unis),, l'espèce s’est répandue sur les autres continents, profitant des moyens de transports internationaux, particulièrement lors de la Seconde Guerre mondiale.
On la retrouve aujourd'hui sur tous les continents. 
- Elle est présente dans les régions tropicales, subtropicales, tempérées chaudes du continent américain, depuis le nord de l’Argentine (40° Sud) jusqu’aux États-Unis (45° Nord). L’introduction au Chili est récente, elle est présente aux Antilles.
- Elle est présente en Australie (depuis 1915) et en Nouvelle-Zélande.
- Depuis 1945 en Afrique et en Asie.
- En Europe[11], elle a été signalée en 1926 à Malte, en 1951 en France (Toulon), en 1962 en Espagne et en 1987 en Suisse.

Une étude basée sur l'archéoentomologie suggère que Hermetia illucens aurait pu atteindre l'Europe avec Christophe Colomb : la sépulture de la princesse Isabelle de Naples (1470-1524) (également appelée Isabelle d'Aragon) a été ouverte en 1984 pour des études paléopathologiques. À cette occasion des fragments de larve de diptère ont été recueillis et identifiés comme appartenant à Hermetia illucens (tête et premier segment thoracique, segment distal abdominal). Les conditions de conservation du sarcophage rendent improbable une contamination longtemps après l'inhumation. À la mort d'Isabelle de Naples (en 1524, plus de 30 ans après la découverte de l'Amérique par Christophe Colomb), des galions espagnols commerçaient entre Amérique et Europe et fréquentaient le port de Naples. Il pourrait s'agir de la voie d'introduction accidentelle de l'espèce, précédant de quatre siècles la première description européenne.

## Systématique
L'espèce a été décrite  par le naturaliste suédois Carl von Linné en 1758.

### Synonymes
- Musca illucens Linnaeus, 1758 (Protonyme)
- Musca leucopa Linnaeus, 1767
- Hermetia rufiventris Fabricius, 1805
- Hermetia pellucens Macquart, 1834
- Hermetia nigrifacies Bigot, 1879
- Hermetia mucens Riley & Howard, 1889
- Hermetia illucens var. nigritibia Enderlein, 1914
- Hermetia illuscens Copello, 1926

### Dénominations vernaculaires
- Mouche soldat noire : traduction française littérale du nom vernaculaire anglo-saxon.
- Black soldier fly : dénomination vernaculaire aux États-Unis.
- BSF : acronyme de "black soldier fly", et parfois BSFL pour "black soldier fly larvae". L'acronyme BSF est fréquemment utilisé dans les forums francophones.
- Phoenyx Worms : (États-Unis) c'est l'un des noms commerciaux sous lequel sont vendues les larves destinées à la consommation des animaux de compagnie (animalerie).
- D'autres noms commerciaux : "Soldier Grubs", "Reptiworms", "Calciworms"...
- Mosca soldado negra : traduction utilisée en espagnol.
- Schwarze Soldatenfliege en allemand.

L’appellation "mouche soldat" provient directement de la famille dont fait partie Hermetia illucens : les Stratiomyidae. Le nom de cette famille a été créé à partir du grec στρατιώτης - soldat et Μυια - mouche.

## Hermetia illucenset l'homme

### L'adulte
C'est un animal hémisynanthrope : les populations augmentent dans l'environnement humain. 
L’adulte est inoffensif : il ne pique ni ne mord; ce n'est pas un vecteur identifié de pathologies et les myiases (lésions provoquées par des larves de mouches agissant en parasites) sont anecdotiques.

### Intérêts de la larve deHermetia illucens

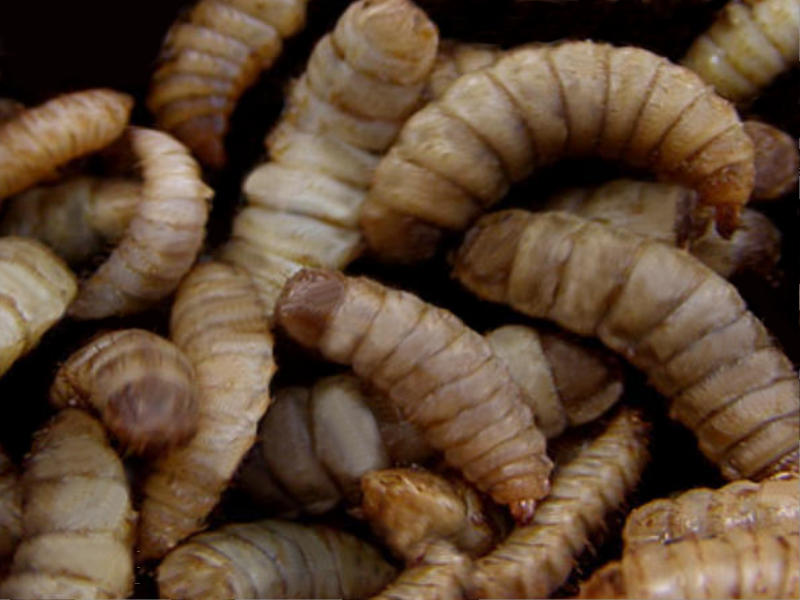
Larves de Hermetia illucens

C'est la larve qui présente le plus d'intérêt.
- Gestion, recyclage et valorisation des déchets d'origines animales ou végétales par production de larves utilisables comme engrais vert.
  - Diminution de moitié des volumes de fumiers et lisiers[13]. Cette espèce fait partie des diptères saprophages  étudiés[14],[15],[6] pour éventuellement être utilisée pour convertir du fumier en biomasse vivante réutilisable. Dans ce but, pour pallier les limites (entre autres climatiques) d'Hermetia illucens, d'autres espèces (Musca domestica, Hydrotaea aenescens et Coproica hirtula) ont été testées[16].
  - Transformation de déchets agroalimentaires en biodiesel[17]. Des travaux expérimentaux sur la production de sucres et de biocarburant à partir de l'extraction des graisses de la larve ont donné des résultats positifs[18].
  - Transformation de tourteaux de palmiste (résidus de la fabrication d'huile de palme)[19]
- Complément alimentaire pour animaux domestiques
- Agent assainissant de lisiers de porcs[20] ou de fumier de volaille, grâce à la destruction des bactéries lors de leur passage dans le tube digestif de l'asticot[21],[22]
  - réduction dans les fumiers des taux de Escherichia coli[23] (dont O157:H7) et de Salmonella enterica[24]
  - contrôle des nuisances des populations de mouches[25] par compétition larvaire qui s'exerce au détriment de la mouche domestique (Musca domestica) et d'autres espèces comme la petite mouche domestique (Fannia canicularis).
- Indicateur entomologique dans les expertises médico-légales[26].

#### Alimentation animale
Les larves vivantes sont utilisées comme nourriture pour animaux de compagnie, principalement les reptiles. Récemment, divers projets d'élevage industriels ont été lancés. La larve séchée est ainsi source de protéines et d'Omega 3 pouvant être incorporé dans les rations alimentaires ,. Par exemple en piscicultures pour la barbue de rivière (Ictalurus punctatus), Tilapia (Oreochromis nilotichus), Panga (Pangasius hypophthalmus), Truite arc-en-ciel (Oncorhynchus mykiss), mais aussi porcs, volailles ou mammifères. 
Le Cap, en Afrique du Sud, abrite ainsi aujourd'hui l'une des entreprises les plus en pointe sur le marché, AgriProtein Technologies, qui a construit, avec une aide importante de la Bill & Melinda Gates Foundation, une énorme usine de production de larves de mouches-soldats noires destinées à l'alimentation animale . D'autres firmes sont sur le créneau, comme EnviroFlight, basée à Yellow Springs, Ohio, qui vend les larves aux zoos et aux propriétaires d'animaux de compagnie . L'UE finance un projet de recherche sur le sujet, appelé PROteINSECT (en) . En France, la start-up InnovaFeed a fondé en 2017 une usine de production et de transformation de larves d'Hermetia illucens à destination de l'aquaculture.

### Bioconversion et composts

#### Les principes
Les larves diminuent fortement le volume des déchets. 
Expérimentalement la digestion de fumier de porc par les larves permet de réduire les nutriments suivant le schéma : Azote (N) 71 %, Phosphore (P) 52 %, Potassium (K) 52 %. D'autres composants (dont des métaux) sont réduits de 38 à 93 % dans le substrat : Al, B, Ca, Cd, Cr, Cu, Fe, Mg, Mn, Mo, Na, Ni, Pb, S et Zn. Les éléments qui ne sont pas biotransformés sont accumulés dans la larve.
Le système d'"auto-collecte" met à profit la particularité de migration des larves qui s'éloignent de la colonie à la recherche d'un endroit sec et abrité. Les colonies sont entourées de systèmes qui canalisent la migration (des "gouttières") jusqu'à des réceptacles où les larves qui sont à ce moment à leur maximum de stockage énergétique peuvent être récoltées.
Le résidu peut être utilisé pour amender les sols ou comme substrat pour la lombriculture.

#### Bioconversion à grande échelle
Les systèmes de bioconversion à grande échelle ont un intérêt économique puisqu'ils permettent de transformer localement des déchets (fumiers…) en éléments de valeur facilement transportables (les larves séchées contiennent 42 % de protéines et 35 % de lipides et sont utilisées comme complément nutritif pour l'élevage). La chaîne nécessite peu d'investissement, les larves "s'auto-collectent" facilitant la manipulation et leur dessiccation est facile (la larve contient 44 % de matières sèches).

#### Compostage domestique
- Aux États-Unis il existe des modèles de composteurs spécialement adaptés à Hermetia illucens. Ils sont élaborés avec un système de collecte permettant de proposer les larves aux animaux domestiques (volailles)[37].
- En Europe dans les régions où elle est bien implantée (par exemple dans le Sud de la France) elle colonise assez fréquemment les composts.

Elle est devenue l'objet de discussions et d'informations sur les sites spécialisés dans l'activité de compostage et sur les forums,,.  
- Comme point positif il est noté la capacité à diminuer rapidement la quantité de substrat, l'innocuité de l'animal, la facilité à arrêter la prolifération d'une colonie (par le froid ou le dessèchement).
- Toutefois la présence d'une colonie dérègle la lombriculture. Les larves modifient le substrat le rendant humide et acide, conditions qui ne conviennent pas aux vers de terre. Ces derniers ne peuvent survivre que lorsque le composteur est posé sur le sol. Le côté "inesthétique" et "bruyant" des asticots est aussi noté (le bruit de grignotage est perceptible dans le compost).

### Données d'élevage (expérimentations)

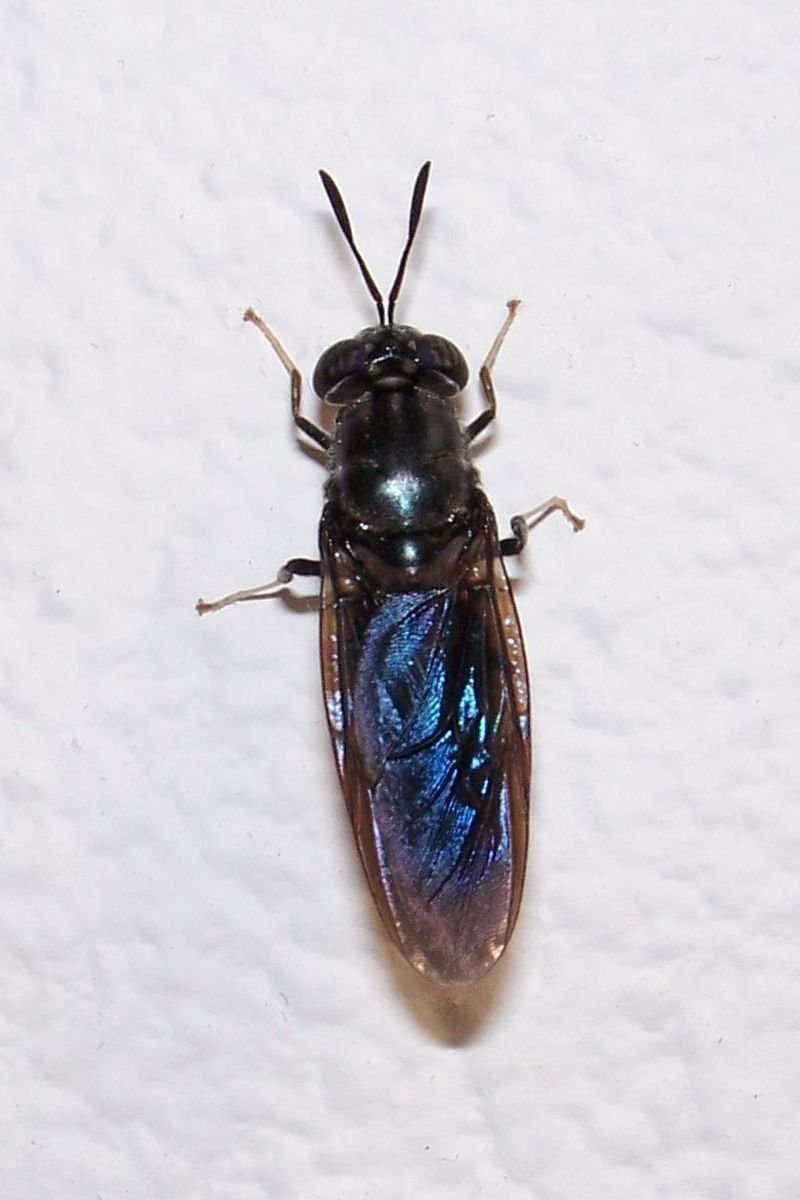
Hermetia illucens

Diverses investigations ont été menées sur cette espèce qui présente un intérêt dans l'économie du développement durable.
- Espace - aménagement

Une colonie d'élevage a pu être maintenue pendant trois ans dans des cages vitrées 2 × 2 × 4 m déposées dans une serre de 7 × 9 × 5 m. Les accouplements s'y produisaient même durant les journées d'hiver si le soleil n'était pas obscurci. La ponte se faisait dans les trous de petits blocs constitués de carton ondulé. 
- Durée des stades

Les œufs et les larves maintenues à 30 °C atteignent le stade de « prénymphe » en 2 à 3 semaines. Le stade nymphal dure 10 à 14 jours avant l'émergence des adultes. L'accouplement des adultes a lieu 2 jours après l'éclosion. Les œufs sont déposés en paquet contenant en moyenne 603 à 689 œufs. Maintenus à 30 °C, ces œufs éclosent en trois jours et demi. À partir de deux jours et demi, les points rouges, correspondant aux yeux, apparaissent. À ce stade, les œufs éclosent en 24 heures.
- Variation de l'environnement
  - Température

À 27 °C une expérimentation relève des cycles d'une durée de 40 à 43 jours (avec un stade larvaire durant de 22 à 24 jours).
La survie des larves est la meilleure à 27 °C et 30 °C (74 % et 97 %). Elle chute fortement à 36 °C (0,1 %).
La température peut varier : accouplements et pontes ont été constatés entre 24  et   40 °C.

Les sites marchands proposant des larves comme nourriture pour animaux de compagnie indiquent qu'une température optimale de conservation est de 10 °C-15,5 °C (50ºF-60ºF).
- - Humidité

Les taux d'humidité peuvent varier de 30 à 90 %.
- - Éclairage

Le minimum d'éclairement est de 63 µmol m2 s−1 (éclairement optimal : 200).